# Lawe Loning Sepakat
Lawe Loning Sepakat is een bestuurslaag in het regentschap Aceh Tenggara van de provincie Atjeh, Indonesië. Lawe Loning Sepakat telt 354 inwoners (volkstelling 2010).